# Planète de pulsar
 (janvier 2014).

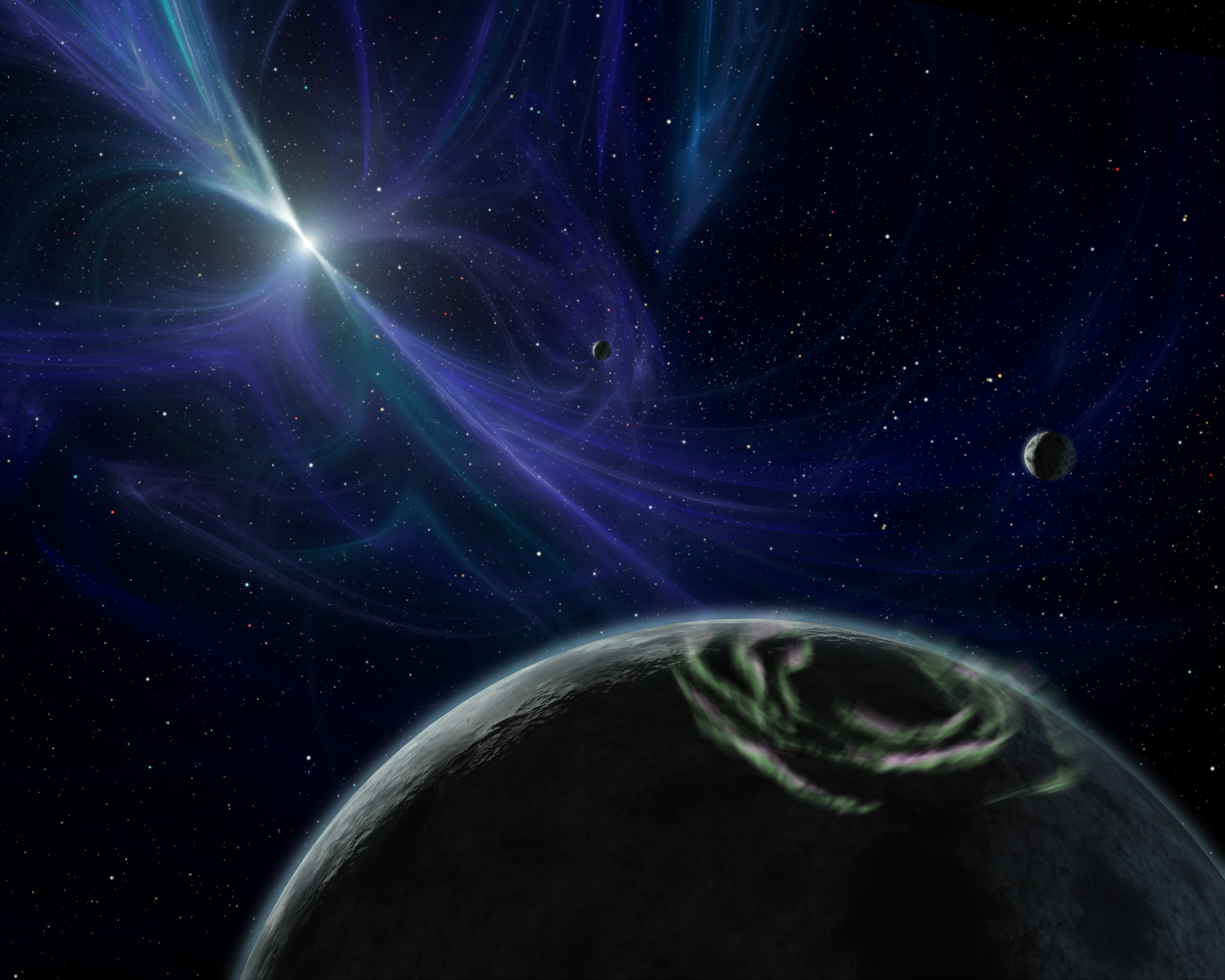
Vue d'artiste du système planétaire de PSR B1257+12.

Une planète de pulsar est une exoplanète orbitant autour d'un pulsar, un type d'étoiles à neutrons en rotation rapide et fortement magnétisées qui émettent des faisceaux de lumière par leurs pôles magnétiques. C'est autour d'un pulsar milliseconde qu'a été annoncée puis confirmée en 1992 la découverte depuis le radiotélescope d'Arecibo par Dale Frail et Aleksander Wolszczan des deux premières exoplanètes connues, orbitant respectivement à 0,36 UA et 0,46 UA de PSR B1257+12.
La détection de telles planètes repose sur la mesure, par chronométrie, des infimes variations de la périodicité des pulsars, qui permettent de calculer les principaux paramètres orbitaux des corps responsables de ces perturbations. Les périodes très brèves des pulsars, souvent bien inférieures à la seconde, permettent de détecter des objets de très petite taille, bien plus petits que la méthode des vitesses radiales appliquée aux étoiles classiques.
Ainsi, le système planétaire de PSR B1257+12, situé à 980 années-lumière (300 pc) de la Terre dans la constellation de la Vierge, contiendrait-il au moins un astre de la taille de la Lune et peut-être même également un ou plusieurs planétoïdes de type astéroïde ou comète :
| Planète                             | Masse (M⊕)    | Demi-grand axe (UA) | Période orbitale (d) | Excentricité    |
| ----------------------------------- | ------------- | ------------------- | -------------------- | --------------- |
|                                     |               |                     |                      |                 |
| PSR B1257+12 b                      | 0,020 ± 0,002 | 0,19                | 25,262 ± 0,003       | 0,00            |
| PSR B1257+12 c                      | 4,3 ± 0,2     | 0,36                | 66,5419 ± 0,0001     | 0,0186 ± 0,0002 |
| PSR B1257+12 d                      | 3,9 ± 0,2     | 0,46                | 98,2114 ± 0,0002     | 0,0252 ± 0,0002 |
| PSR B1257+12 e                      | 4 × 10-4      | 2,6                 | 1 250                | ?               |
|                                     |               |                     |                      |                 |
| Système planétaire de PSR B1257+12. |               |                     |                      |                 |

La plus vieille planète connue, PSR B1620-26 b, a été détectée en 2000 sous la forme d'une planète circumbinaire orbitant à la fois autour de PSR B1620-26 et de WD B1620-26, respectivement un pulsar milliseconde et une naine blanche situés à 12 400 années-lumière (3,8 kpc) de la Terre dans l'amas globulaire M4 de la constellation du Scorpion. Elle est datée d'environ 13 milliards d'années (l'âge des étoiles de l'amas Messier 4), avec des paramètres orbitaux très incertains en raison précisément des perturbations induites par le compagnon du pulsar.
Un disque protoplanétaire a été par ailleurs découvert en 2006 autour de 4U 0142+61, un magnétar distant de 13 000 années-lumière (4 kpc) de la Terre.
Il s'agirait des débris de l'explosion de la supernova à l'origine du magnétar, il y a quelque cent mille ans.